# Засядки
Засядки — козацько-старшинський, згодом — дворянський рід із Полтавщини.

## Історія
Рід походить від Якова Засядки — реєстрового козака хорольської сотні (1649), який пізніше став лубенським полковником (1659–60) та місцевим городовим отаманом (1675–77). Його син — Лук'ян Якович — сотник лютенський (1719–25, нині с. Лютенька Гадяцького р-ну Полтав. обл.), онук — Данило Лук'янович (бл. 1730 — р. с. невід.) — також посідав уряд (посаду) лютенського сотника.
Засядько Федір Лук'янович священник Воскресенсьеої церкви (с.Лютенька) (у 1778 став монахом)  .
Засядько Данило Федорович (близько 1740-1800) священник Успенської церкви села Лютенька
Олександр Дмитрович Засядько  (1779—1838) — військовий діяч, генерал-лейтенант російської імператорської армії, який очолював Навчальну артилерійську бригаду (артилерійське училище, артилерійську лабораторію), Петербурзький арсенал та Охтенський пороховий завод (1820–27). 1828, під час російсько-турецької війни 1828—1829, командував артилерією під Браїловом (нині м. Бреїла, Румунія).
Рід внесено до 2-ї частини Родовідної книги Полтавської губернії.